# Normalisering (sociologi)
För andra betydelser, se Normalisering.
Normalisering är en social process där idéer och handlingar börjar betraktas som normala och "naturliga". Det som tidigare ansetts onormalt börjar därför ses som en del av samhället, exempelvis på grund av förändrad moral, teknologi eller kulturella vanor.

## Generellt eller specifikt
I utgångsläget finns ett antal mänskliga beteenden som anses normala. Det inkluderar sorg vid förlust av en nära anhörig, avvärjandet av ett hot och att undvika att delta i kannibalism).
Andra beteenden kan normaliseras endast under vissa omständigheter, i vissa länder eller vissa sociala sammanhang, medan de anses onormala i andra miljöer. Att ha en egen dator i hemmet ansågs högst onormalt i mitten av 1900-talet, medan det några decennier senare började bli vanligt genom utvecklingen av persondatorn och de tjänster som den kunde hantera. Rockmusik ansågs i början som högst onormal och omoralisk musik inom etablerade delar av befolkningen, men till slut normaliserades även denna musikform allteftersom dess unga konsumenter kommit att bli del av etablissemanget. Homosexualitet ses i många länder och kulturer som både onormalt och omoraliskt, medan fenomenet i andra länder på senare år kommit att normaliseras som en accepterad privatsak för individen.
En potentiell normalisering av verksamheter som ofta ses som skadliga för kulturen, för producenter och för konsumenter kan omges av häftiga debatter och politiska strider, även i samhällen med långt gången frihet för individen. Cannabis, pornografi och sexarbete är exempel på ofta olagliga eller av samhället motarbetade fenomen som trots detta i modern tid riskerar att normaliseras hos stora delar av befolkningen. Argumenten mot en normalisering kretsar ofta bland annat kring hälsa, brottslighet och våld.

## Motsats
Motsatsen till normalisering är avnormalisering. Denna sker när en tidigare "naturlig" och väl använd del av kulturen motarbetas på grund av bland annat hälsoskäl. Tobaksrökning var i mitten av 1900-talet en mycket vanlig syssla och synlig inom stora delar av samhället. Upptäckten av hälsoriskerna med rökning ledde till restriktioner kring marknadsföring och saluförande till bland annat minderåriga, och i början av 2000-talet har mängden tobaksrökare minskat avsevärt i de flesta industriländer.
På samma sätt kan politiska reformer omkring jämställdhet eller miljö förändra tankarna kring normalt eller onormalt. Medan det i mitten av 1900-talet var vanligt med hemmafruar och enlönehushåll, är detta könsuppdelade fenomen betydligt ovanligare i början av 2000-talet. På samma sätt har omsorgen om miljömässiga och etiska aspekter gjort att livsmedelsindustrin i många fall "avnormaliserat" en tidigare övertro på livsmedelskemikalier och bekämpningsmedel i produktionen.

## Foucault
Konceptet om normalisering ingår i Michel Foucaults skrivande, inklusive i hans Övervakning och straff. Där hanteras den inom konceptet om disciplinär makt. Så som Foucault använde termen, inkluderade den byggandet av en idealiserad norm runt beteendet. Detta kan exempelvis gälla hur en soldat borde stå, marschera, hantera vapen och så vidare, och hur individens förmåga att uppnå klara av denna norm kan bli föremål för belöning eller bestraffning. Hos Foucault var normaliseringen en av ett antal taktiker för att utöva största möjliga sociala kontroll med minsta möjliga kraftansträngning, och det var detta som han benämnde disciplinär makt. Denna utvecklades under 1800-talets gång, kom att användas överallt i militärbaracker, på sjukhus, i skolor och fabriker, på kontor och så vidare, och blev därmed en nyckelaspekt på social struktur i moderna samhällen.
I Sécurité, Territoire, Population ('Säkerhet, Territorium, Befolkning'), en föreläsning Foucault höll 1978 på Collège de France, definierade han normalisering som:
Normalisering utgörs först och främst i att lägga fram en modell, en optimal modell som konstrueras med tanke på ett visst resultat. Hanteringen av disciplinär normalisering handlar om att försöka få människor, rörelser och handlingar att anpassa sig till denna modell, där det normala är att hålla sig till normen och det onormala ('abnorma') inte göra det. Det är med andra ord inte det normala eller det onormala som är grundläggande i den disciplinära normaliseringen, utan det är normen. Det finns en ursprungliga beskrivande karaktär hos normen, och bestämmandet och identifierandet av det normala och det onormala blir möjligt i relation till denna framlagda norm.